# Born This Way Ball

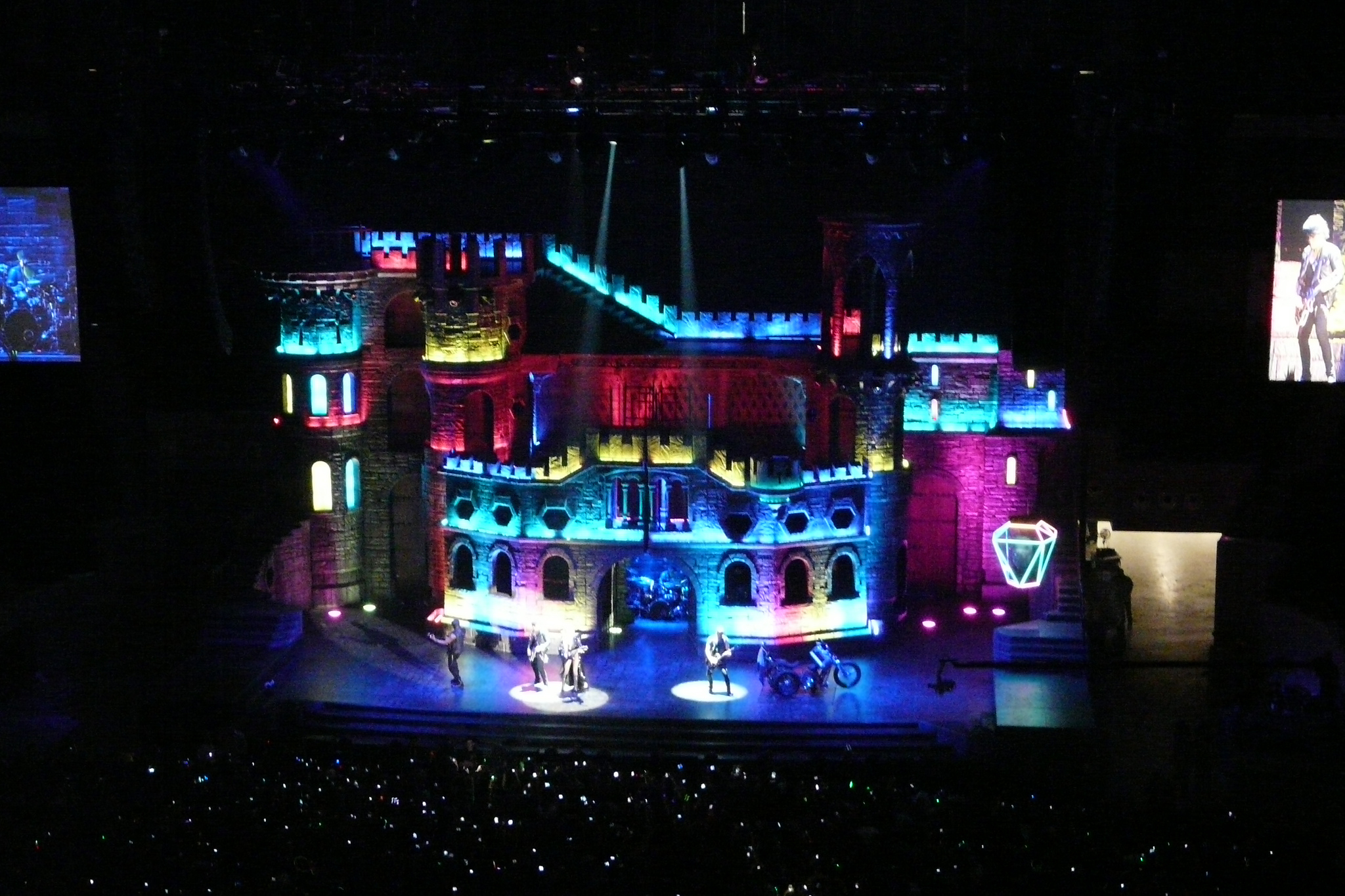
Scena

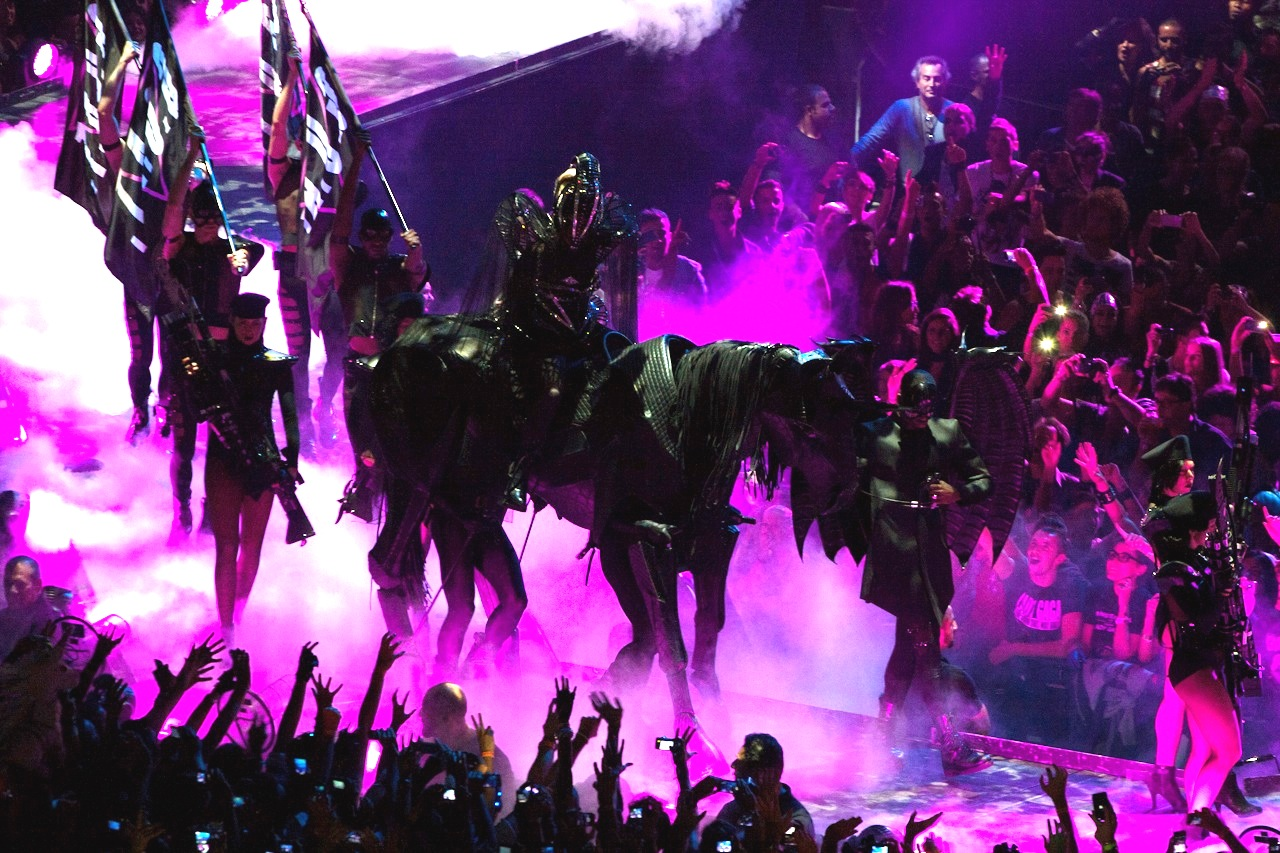
Lady Gaga rozpoczynając koncert piosenką Highway Unicorn (Road To Love)

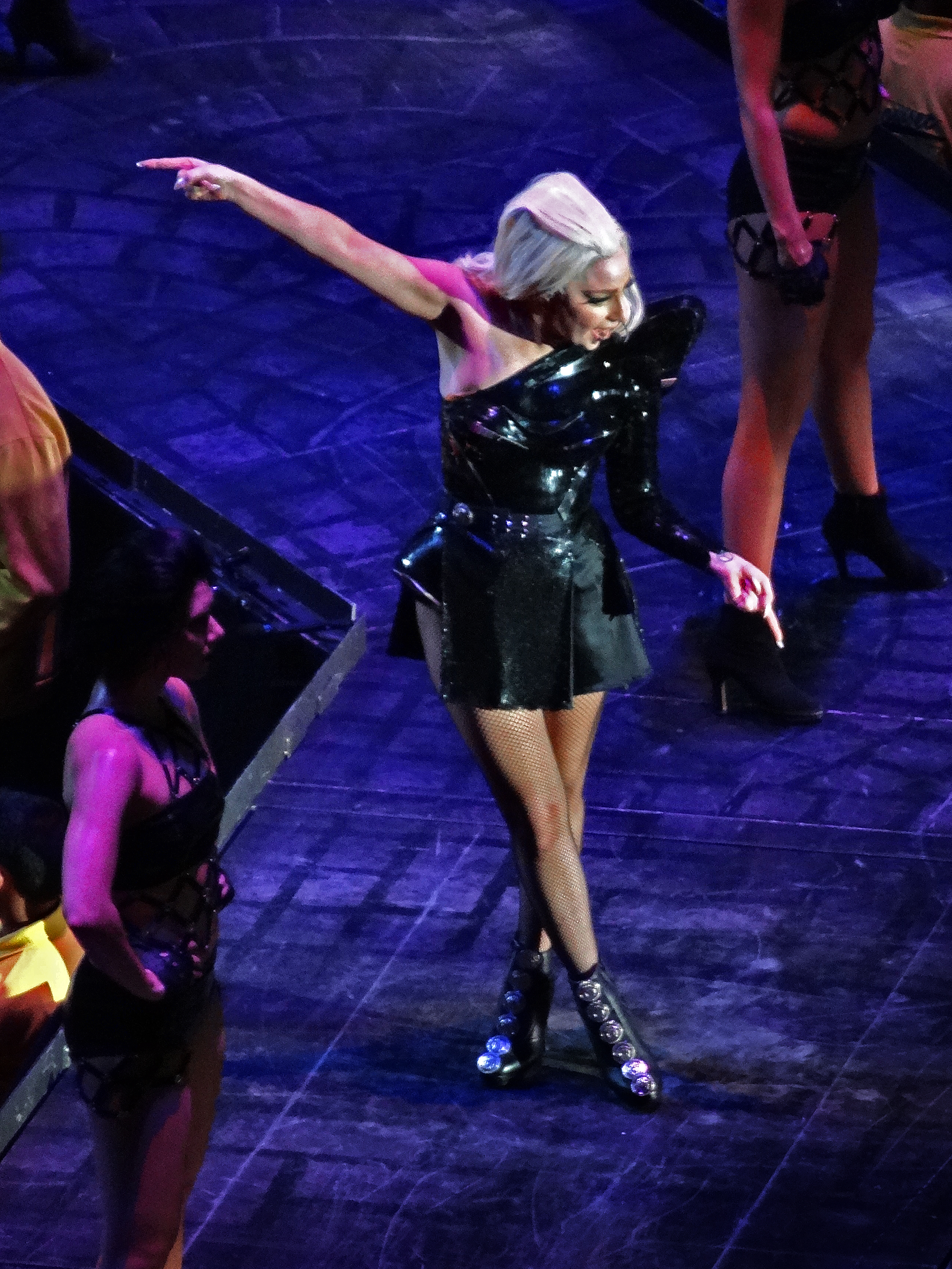
Lady Gaga wykonując Telephone

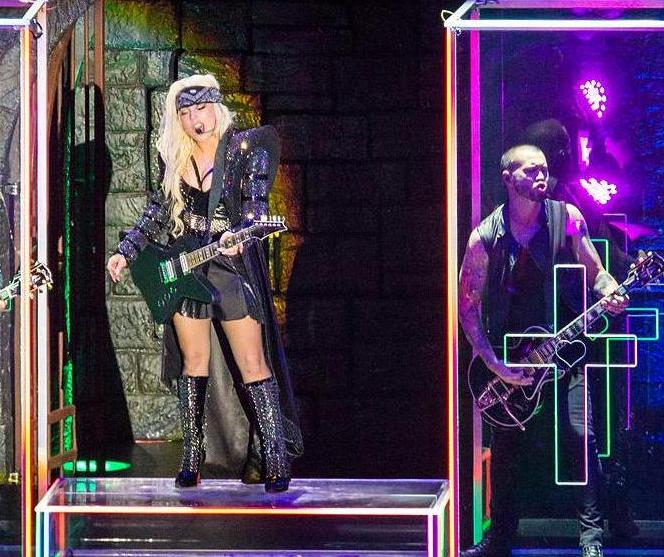
Lady Gaga śpiewając Electric Chapel

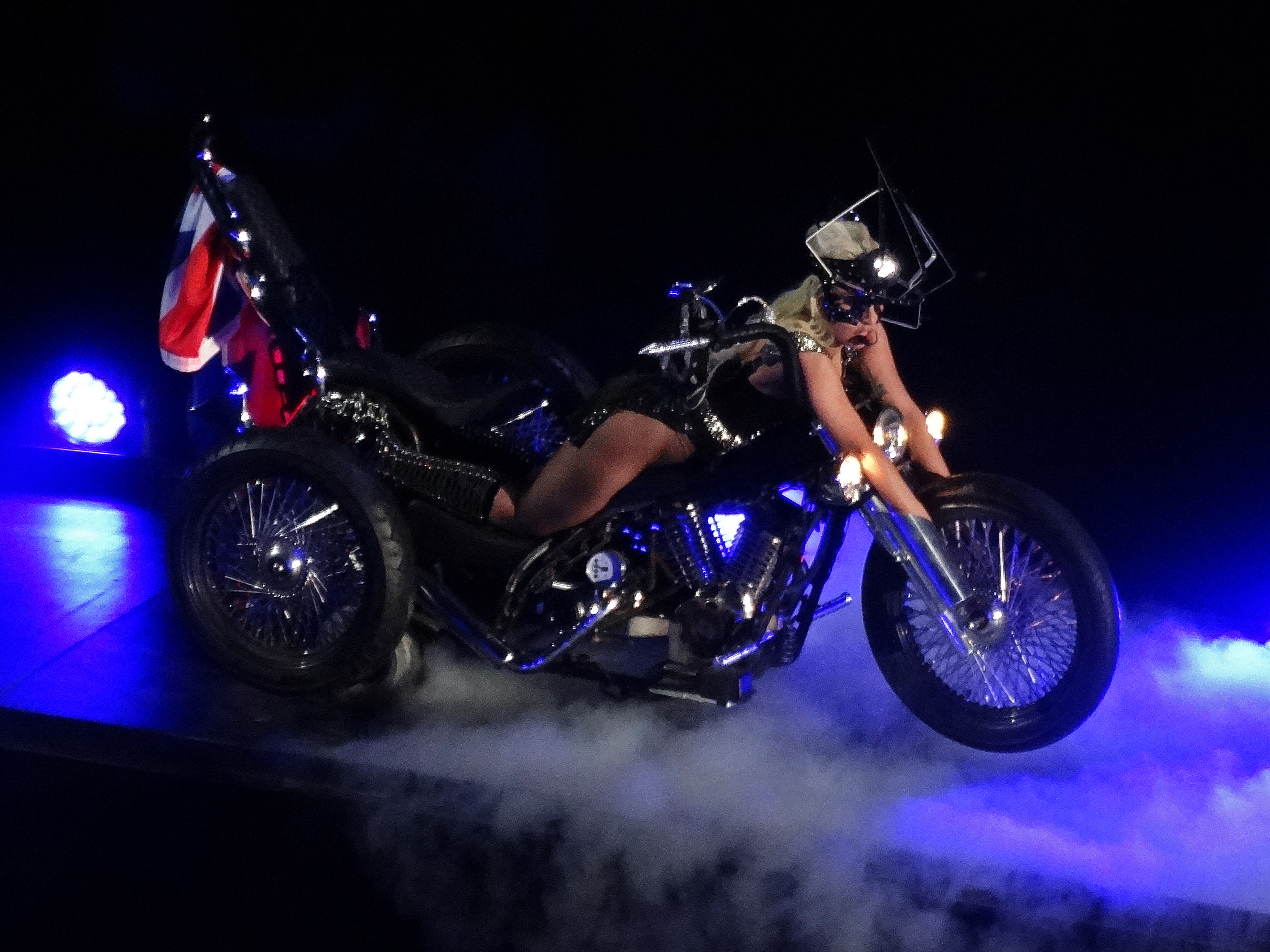
Lady Gaga podczas Heavy Metal Lover

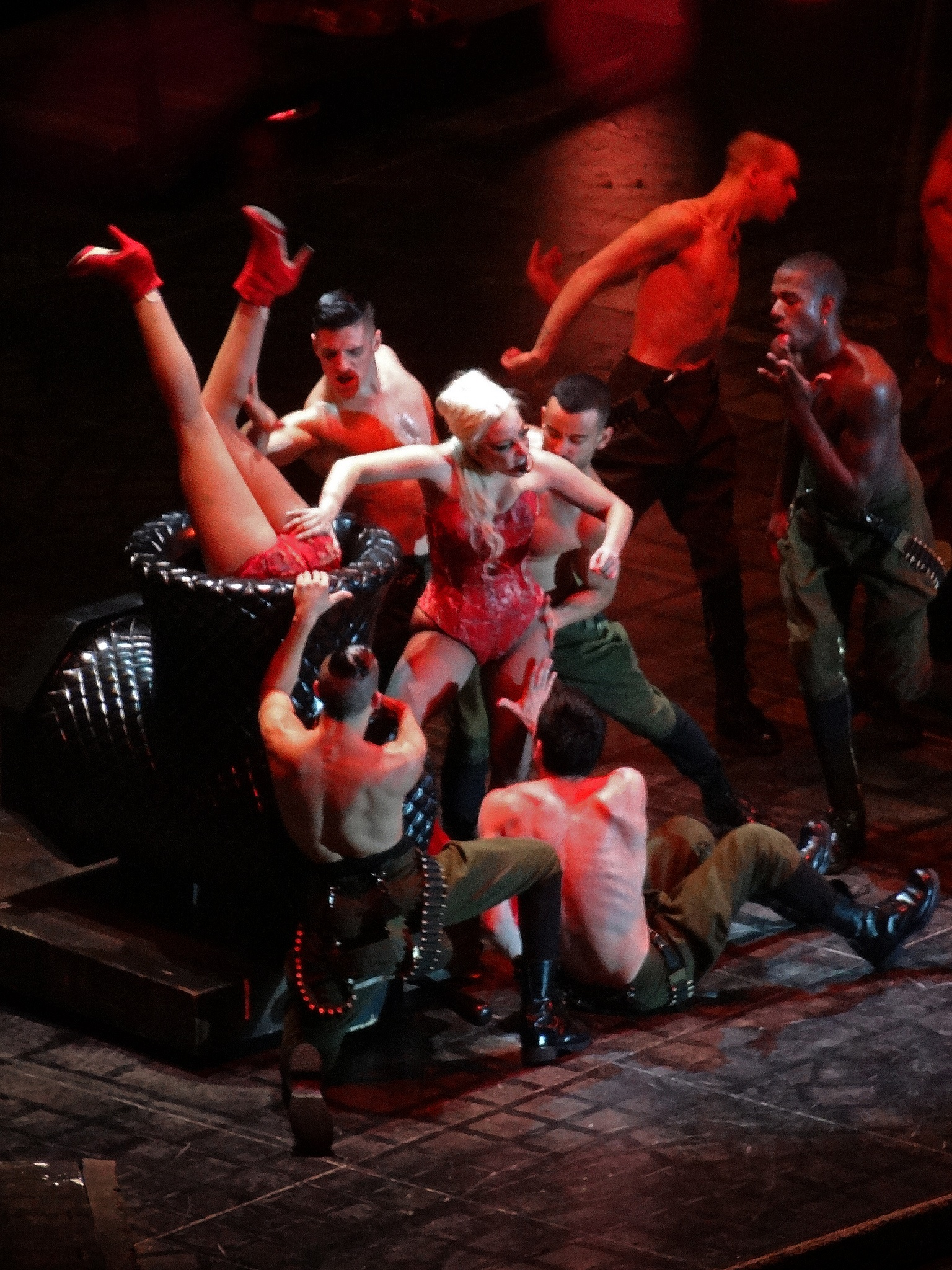
Lady Gaga wykonując Poker Face

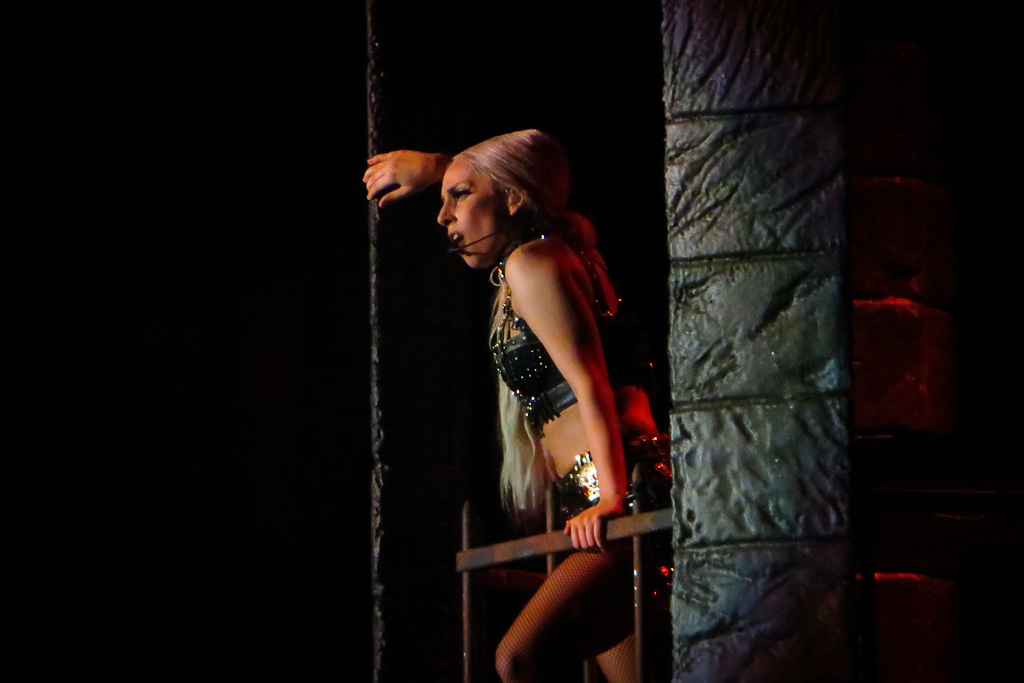
Lady Gaga śpiewając The Edge of Glory

The Born This Way Ball Tour – trzecia światowa trasa amerykańskiej piosenkarki pop Lady Gagi promująca jej trzeci album Born This Way. Trasa oficjalnie została ogłoszona na początku lutego 2012 roku. Najpierw wokalistka odwiedziła Azję, potem jej show miało miejsce w Oceanii i Australii. W sierpniu Lady Gaga zawitała do Europy, a końcem roku odbyły się koncerty w Afryce i Ameryce Południowej. Początkiem 2013 roku koncertowała po Ameryce Północnej. Trasa zajęła piąte miejsce na liście najbardziej dochodowych tras koncertowych 2012 roku, zarobiła 161,5 miliona dolarów za 80 koncertów. W 2013 roku wokalistka zarobiła 19,7 mln dolarów za 18 koncertów co daje łączny wynik 181,1 mln dolarów za 98 koncertów. Trasa została odwołana 11 lutego 2013 z powodu problemów zdrowotnych artystki.
12 lutego 2013 roku Lady Gaga ogłosiła, że musi odwołać amerykańską część trasy koncertowej The Born This Way Ball Tour. Powodem anulowania koncertów jest naderwanie obrąbka stawowego w prawym biodrze. Artystka musiała przejść operacje oraz poświęcić czas na rehabilitację.

## Tło
13 listopada 2011 r. Lady Gaga w brytyjskiej edycji programu „X Factor” po występie powiedziała, że skończyła projektować scenę na The Born This Way Ball Tour oraz że będzie ona „większa i lepsza” niż kiedykolwiek!
Gaga opublikowała 7 lutego 2012 roku na swoim Twitterze oficjalny projekt sceny nowego tournée promującego album Born This Way. 14 lutego zostały przedstawione pierwsze daty trasy, która rozpoczęła się 27.04.2012 r. w Korei. 10 kwietnia 2012 r. Lady Gaga przedstawiła daty europejskiej części trasy koncertowej. 6 sierpnia wokalistka przekazała daty koncertów dla Ameryki Południowej, Afryki oraz Meksyku i Portoryko. 5 września 2012 Gaga na swoim profilu w portalu littlemonsters.com udostępniła 26 dat koncertów dla Stanów Zjednoczonych i Kanady.

## Scena
Na całym świecie były używane 4 sceny, a rozłożenie jednej zajmowało 5 dni. Wybieg miał kształt języka i długość 30 metrów. Wybieg zawiera obszar Monster Pit do którego wejdą osoby, które jako pierwsze znajdą się na miejscu koncertu, po występie wybrani udali się na spotkanie z Lady Gagą. Scena oraz rekwizyty będą transportowane przez 60 tirów i 30 busów.

### Setlista
1. Highway Unicorn (Road To Love)
2. Government Hooker
3. Born This Way
4. Black Jesus + Amen Fashion
5. Bloody Mary
6. Bad Romance
7. Judas
8. Fashion Of His Love
9. Just Dance
10. LoveGame
11. Telephone
12. Hair
13. Electric Chapel
14. Heavy Metal Lover
15. Bad Kids
16. The Queen
17. You and I
18. Americano
19. Poker Face
20. Alejandro
21. Paparazzi
22. Scheiße
23. The Edge Of Glory
24. Marry the Night

## Ciekawostki
- Bilety na koncert Lady Gagi podczas The Born This Way Ball Tour w Londynie na Twickenham Stadium wyprzedały się w 10 minut, a w Manchesterze w czasie 60 sekund[13].
- 2 maja 2012 podczas występu w Hongkongu nastąpiła awaria mikrofonu przez co Highway Unicorn i Government Hooker zostały wykonane w wersji karaoke[14].
- Od 13 maja 2012 r. piosenka Black Jesus † Amen Fashion zostaje wykonywana po Born This Way, wcześniej była po utworze Scheiße[15].
- Koncert w Dżakarcie(Indonezja), który miał się odbyć 3 Czerwca został odwołany. Przyczyną były ostre sprzeciwy islamskich ekstremistów oraz groźby ataków na samą artystkę podczas występu przez zorganizowane grupy przestępcze[16].
- Od 27 czerwca 2012 r. w setliście znajduje się nowa piosenka Princess Die[17].
- 4 września 2012 r. na koncercie w Kolonii Lady Gaga po piosence LoveGame wykonała piosenkę Willkommen Lizy Minnelli[18].
- 8 września 2012 r. Lady Gaga wykonała na koncercie w Londynie piosenę Imagine Johna Lennona[19].
- 8 września 2012 r. wokalistka nie wykonała na koncercie Americano, Poker Face i Alejandro, ponieważ musiała skrócić show z powodu ciszy nocnej[20].
- 18 września 2012 r. Gaga wykonała po Princess Die swoją piosenkę Stuck On Fuckin' You[21].
- 9 listopada w Rio Lady Gaga wykonała Cake Like Lady Gaga[22].
- 11 listopada podczas koncertu Lady Gaga wykonała po Princess Die piosenkę The Queen[23].
- Podczas koncertów w Johannesburgu, Kapsztadzie, Oslo, Sankt Petersburgu i Moskwie Lady Gaga wykonała dodatkowo akustyczną wersję piosenki Born This Way[24].
- Od początku koncertów w 2013 roku zmienione zostały niektóre stroje[25].
- 6 lutego 2013 roku Lady Gaga wykonała The Edge of Glory w całości akustycznie. Nastąpiło to po Born This Way wykonywanym akustycznie[26].

## Lista koncertów
| – koncert stadionowy          |
| – koncert w hali widowiskowej |
| – koncert plenerowy           |

| Data               | Data                      | Miasto           | Państwo           | Obiekt                                            | Support                      | Sprzedane bilety      | Dochód (USD) |
| Azja               | Azja                      | Azja             | Azja              | Azja                                              | Azja                         | Azja                  | Azja         |
| ------------------ | ------------------------- | ---------------- | ----------------- | ------------------------------------------------- | ---------------------------- | --------------------- | ------------ |
|                    | 27 kwietnia 2012(dts)     | Seul             | Korea Południowa  | Olympic Stadium                                   | Zedd                         | 51 684 / 51 684       | 3 084 172    |
|                    | 2 maja 2012(dts)          | Chek Lap Kok     | Hongkong          | AsiaWorld-Arena                                   | Zedd                         | 51 613 / 51 613       | 7 893 195    |
|                    | 3 maja 2012(dts)          | Chek Lap Kok     | Hongkong          | AsiaWorld-Arena                                   | Zedd                         | 51 613 / 51 613       | 7 893 195    |
|                    | 5 maja 2012(dts)          | Chek Lap Kok     | Hongkong          | AsiaWorld-Arena                                   | Zedd                         | 51 613 / 51 613       | 7 893 195    |
|                    | 7 maja 2012(dts)          | Chek Lap Kok     | Hongkong          | AsiaWorld-Arena                                   | Zedd                         | 51 613 / 51 613       | 7 893 195    |
|                    | 10 maja 2012(dts)         | Saitama          | Japonia           | Saitama Super Arena                               | Zedd                         | 96 550 / 96 550       | 18 339 701   |
|                    | 12 maja 2012(dts)         | Saitama          | Japonia           | Saitama Super Arena                               | Zedd                         | 96 550 / 96 550       | 18 339 701   |
|                    | 13 maja 2012(dts)         | Saitama          | Japonia           | Saitama Super Arena                               | Zedd                         | 96 550 / 96 550       | 18 339 701   |
|                    | 17 maja 2012(dts)         | Tajpej           | Tajwan            | Taipei World Trade Center Nangang Exhibition Hall | Zedd                         | 22 173 / 22 173       | 4 274 243    |
|                    | 18 maja 2012(dts)         | Tajpej           | Tajwan            | Taipei World Trade Center Nangang Exhibition Hall | Zedd                         | 22 173 / 22 173       | 4 274 243    |
|                    | 21 maja 2012(dts)         | Manila           | Filipiny          | Mall Of Asia Arena                                | Zedd                         | 18 915 / 18 915       | 1 275 387    |
|                    | 22 maja 2012(dts)         | Manila           | Filipiny          | Mall Of Asia Arena                                | Zedd                         | 18 915 / 18 915       | 1 275 387    |
|                    | 25 maja 2012(dts)         | Bangkok          | Tajlandia         | Rajamangala National Stadium                      | Zedd                         | 41 478 / 41 478       | 4 299 376    |
|                    | 28 maja 2012(dts)         | Kallang          | Singapur          | Singapore Indoor Stadium                          | Zedd                         | 30 952 / 30 952       | 4 744 331    |
|                    | 29 maja 2012(dts)         | Kallang          | Singapur          | Singapore Indoor Stadium                          | Zedd                         | 30 952 / 30 952       | 4 744 331    |
|                    | 31 maja 2012(dts)         | Kallang          | Singapur          | Singapore Indoor Stadium                          | Zedd                         | 30 952 / 30 952       | 4 744 331    |
| Oceania            |                           |                  |                   |                                                   |                              |                       |              |
|                    | 7 czerwca 2012(dts)       | Auckland         | Nowa Zelandia     | Vector Arena                                      | Lady Starlight               | 34 367 / 34 367       | 3 669 324    |
|                    | 8 czerwca 2012(dts)       | Auckland         | Nowa Zelandia     | Vector Arena                                      | Lady Starlight               | 34 367 / 34 367       | 3 669 324    |
|                    | 10 czerwca 2012(dts)      | Auckland         | Nowa Zelandia     | Vector Arena                                      | Lady Starlight               | 34 367 / 34 367       | 3 669 324    |
|                    | 13 czerwca 2012(dts)      | Brisbane         | Australia         | Birsabane Entertainment Centre                    | Von Smith                    | 31 326 / 31 326       | 4 289 453    |
|                    | 14 czerwca 2012(dts)      | Brisbane         | Australia         | Birsabane Entertainment Centre                    | Von Smith                    | 31 326 / 31 326       | 4 289 453    |
|                    | 16 czerwca 2012(dts)      | Brisbane         | Australia         | Birsabane Entertainment Centre                    | Von Smith                    | 31 326 / 31 326       | 4 289 453    |
|                    | 20 czerwca 2012(dts)      | Sydney           | Australia         | Allphones Arena                                   | Lady Starlight               | 54 774 / 54 774       | 7 563 088    |
|                    | 21 czerwca 2012(dts)      | Sydney           | Australia         | Allphones Arena                                   | Lady Starlight               | 54 774 / 54 774       | 7 563 088    |
|                    | 23 czerwca 2012(dts)      | Sydney           | Australia         | Allphones Arena                                   | Lady Starlight               | 54 774 / 54 774       | 7 563 088    |
|                    | 24 czerwca 2012(dts)      | Sydney           | Australia         | Allphones Arena                                   | Lady Starlight               | 54 774 / 54 774       | 7 563 088    |
|                    | 27 czerwca 2012(dts)      | Melbourne        | Australia         | Rod Laver Arena                                   | Lady Starlight               | 60 031 / 60 031       | 8 169 642    |
|                    | 28 czerwca 2012(dts)      | Melbourne        | Australia         | Rod Laver Arena                                   | Lady Starlight               | 60 031 / 60 031       | 8 169 642    |
|                    | 30 czerwca 2012(dts)      | Melbourne        | Australia         | Rod Laver Arena                                   | Lady Starlight               | 60 031 / 60 031       | 8 169 642    |
|                    | 1 lipca 2012(dts)         | Melbourne        | Australia         | Rod Laver Arena                                   | Lady Starlight               | 60 031 / 60 031       | 8 169 642    |
|                    | 3 lipca 2012(dts)         | Melbourne        | Australia         | Rod Laver Arena                                   | Lady Starlight               | 60 031 / 60 031       | 8 169 642    |
|                    | 7 lipca 2012(dts)         | Perth            | Australia         | Burswood Dome                                     | Lady Starlight               | 32 046 / 32 046       | 3 696 277    |
|                    | 8 lipca 2012(dts)         | Perth            | Australia         | Burswood Dome                                     | Lady Starlight               | 32 046 / 32 046       | 3 696 277    |
| Europa             |                           |                  |                   |                                                   |                              |                       |              |
|                    | 14 sierpnia 2012(dts)     | Sofia            | Bułgaria          | Armeets Arena                                     | The Darkness, Lady Starlight | 8 705 / 8705          | 489 708      |
|                    | 16 sierpnia 2012(dts)     | Bukareszt        | Rumunia           | Piața Constituției                                | The Darkness, Lady Starlight | 22 602 / 22 602       | 627 303      |
|                    | 18 sierpnia 2012(dts)     | Wiedeń           | Austria           | Wiener Stadthalle                                 | The Darkness, Lady Starlight | 13 826 / 13 826       | 1 213 814    |
|                    | 21 sierpnia 2012(dts)     | Wilno            | Litwa             | Vingio Parko Estrada                              | The Darkness, Lady Starlight | 14 853 / 14 853       | 1 004 182    |
|                    | 23 sierpnia 2012(dts)     | Ryga             | Łotwa             | Mežaparka Lielajā Estrādē                         | The Darkness, Lady Starlight | 12 974 / 12 974       | 587 997      |
|                    | 25 sierpnia 2012(dts)     | Tallinn          | Estonia           | Tallinn Song Festival Grounds                     | The Darkness, Lady Starlight | 16 191 / 16 191       | 1 011 992    |
|                    | 27 sierpnia 2012(dts)     | Helsinki         | Finlandia         | Hartwall Areena                                   | The Darkness, Lady Starlight | 19 793 / 19 793       | 2 043 247    |
|                    | 28 sierpnia 2012(dts)     | Helsinki         | Finlandia         | Hartwall Areena                                   | The Darkness, Lady Starlight | 19 793 / 19 793       | 2 043 247    |
|                    | 31 sierpnia 2012(dts)     | Sztokholm        | Szwecja           | Ericsson Globe                                    | The Darkness, Lady Starlight | 27 447 / 27 447       | 2 848 530    |
|                    | 31 sierpnia 2012(dts)     | Sztokholm        | Szwecja           | Ericsson Globe                                    | The Darkness, Lady Starlight | 27 447 / 27 447       | 2 848 530    |
|                    | 2 września 2012(dts)      | Kopenhaga        | Dania             | Parken Stadium                                    | The Darkness, Lady Starlight | 27 819 / 27 819       | 2 223 471    |
|                    | 4 września 2012(dts)      | Kolonia          | Niemcy            | Lanxess Arena                                     | The Darkness, Lady Starlight | 25 123 / 25 123       | 2 312 695    |
|                    | 5 września 2012(dts)      | Kolonia          | Niemcy            | Lanxess Arena                                     | The Darkness, Lady Starlight | 25 123 / 25 123       | 2 312 695    |
|                    | 8 września 2012(dts)      | Londyn           | Wielka Brytania   | Twickenham Stadium                                | The Darkness, Lady Starlight | 101 250 / 101 250     | 10 714 991   |
|                    | 9 września 2012(dts)      | Londyn           | Wielka Brytania   | Twickenham Stadium                                | The Darkness, Lady Starlight | 101 250 / 101 250     | 10 714 991   |
|                    | 11 września 2012(dts)     | Manchester       | Wielka Brytania   | Manchester Arena                                  | The Darkness, Lady Starlight | 15 543 / 15 543       | 1 795 795    |
|                    | 15 września 2012(dts)     | Dublin           | Irlandia          | Aviva Stadium                                     | The Darkness, Lady Starlight | 37 005 / 37 005       | 3 523 340    |
|                    | 17 września 2012(dts)     | Amsterdam        | Holandia          | Ziggo Dome                                        | The Darkness, Lady Starlight | 26 375 / 26 375       | 2 462 977    |
|                    | 18 września 2012(dts)     | Amsterdam        | Holandia          | Ziggo Dome                                        | The Darkness, Lady Starlight | 26 375 / 26 375       | 2 462 977    |
|                    | 20 września 2012(dts)     | Berlin           | Niemcy            | O2 World                                          | The Darkness, Lady Starlight | 11 968 / 11 968       | 1 138 313    |
|                    | 22 września 2012(dts)     | Paryż            | Francja           | Stade de France                                   | The Darkness, Lady Starlight | 70 617 / 70 617       | 6 367 305    |
|                    | 24 września 2012(dts)     | Hannover         | Niemcy            | TUI Arena                                         | The Darkness, Lady Starlight | 10 816 / 10 816       | 1 075 831    |
|                    | 26 września 2012(dts)     | Zurych           | Szwajcaria        | Hallenstadion                                     | The Darkness, Lady Starlight | 26 626 / 26 626       | 3 035 010    |
|                    | 27 września 2012(dts)     | Zurych           | Szwajcaria        | Hallenstadion                                     | The Darkness, Lady Starlight | 26 626 / 26 626       | 3 035 010    |
|                    | 29 września 2012(dts)     | Antwerpia        | Belgia            | Sportpaleis                                       | The Darkness, Lady Starlight | 33 539 / 33 539       | 2 948 685    |
|                    | 30 września 2012(dts)     | Antwerpia        | Belgia            | Sportpaleis                                       | The Darkness, Lady Starlight | 33 539 / 33 539       | 2 948 685    |
|                    | 2 października 2012(dts)  | Mediolan         | Włochy            | Mediolanum Forum                                  | The Darkness, Lady Starlight | 10 753 / 10 753       | 1 119 536    |
|                    | 3 października 2012(dts)  | Nicea            | Francja           | Palais Nikaia                                     | The Darkness, Lady Starlight | 13 169 / 13 169       | 1 088 012    |
|                    | 4 października 2012(dts)  | Nicea            | Francja           | Palais Nikaia                                     | The Darkness, Lady Starlight | 13 169 / 13 169       | 1 088 012    |
|                    | 6 października 2012(dts)  | Barcelona        | Hiszpania         | Palau Sant Jordi                                  | The Darkness, Lady Starlight | 16 934 / 16 934       | 1 705 685    |
| Ameryka Północna   |                           |                  |                   |                                                   |                              |                       |              |
|                    | 26 października 2012(dts) | Meksyk           | Meksyk            | Foro Sol                                          | Lady Starlight, Madeon       | 37 260 / 37 260       | 2 666 769    |
|                    | 30 października 2012(dts) | San Juan         | Portoryko         | Coliseo de Puerto Rico                            | Lady Starlight, Madeon       | 21 262 / 21 262       | 2 242 937    |
|                    | 31 października 2012(dts) | San Juan         | Portoryko         | Coliseo de Puerto Rico                            | Lady Starlight, Madeon       | 21 262 / 21 262       | 2 242 937    |
|                    | 3 listopada 2012(dts)     | San José         | Kostaryka         | Estadio Nacional de Costa Rica                    | DJ Melissa O                 | 29 014 / 29 014       | 1 661 029    |
| Ameryka Południowa |                           |                  |                   |                                                   |                              |                       |              |
|                    | 6 listopada 2012(dts)     | Bogota           | Kolumbia          | Estadio El Campín                                 | The Darkness, Lady Starlight | 30 546 / 36 335       | 2 465 994    |
|                    | 9 listopada 2012(dts)     | Rio de Janeiro   | Brazylia          | Parque dos Atletas                                | The Darkness, Lady Starlight | 26 167 / 26 167       | 2 218 846    |
|                    | 11 listopada 2012(dts)    | São Paulo        | Brazylia          | Estádio do Morumbi                                | The Darkness, Lady Starlight | 43 137 / 43 137       | 4 293 859    |
|                    | 13 listopada 2012(dts)    | Porto Alegre     | Brazylia          | Fiergs                                            | DJ Fabrício Peçanha          | 9 918 / 9918          | 923 379      |
|                    | 16 listopada 2012(dts)    | Buenos Aires     | Argentyna         | River Plate Stadium                               | The Darkness, Lady Starlight | 45 007 / 45 007       | 3 988 565    |
|                    | 20 listopada 2012(dts)    | Santiago         | Chile             | Estadio Nacional de Chile                         | The Darkness, Lady Starlight | 42 416 / 42 416       | 2 849 707    |
|                    | 23 listopada 2012(dts)    | Lima             | Peru              | Estadio San Marcos                                | The Darkness, Lady Starlight | 36 163 / 36 163       | 1 732 732    |
|                    | 26 listopada 2012(dts)    | Asunción         | Paragwaj          | Jockey Club Paraguayo                             | DIVA                         | 26 481 / 26 481       | 1 107 371    |
| Afryka             |                           |                  |                   |                                                   |                              |                       |              |
|                    | 30 listopada 2012(dts)    | Johannesburg     | Południowa Afryka | FNB Stadium                                       | The Darkness, Lady Starlight | 56 900 / 56 900       | 3 270 764    |
|                    | 3 grudnia 2012(dts)       | Kapsztad         | Południowa Afryka | Cape Town Stadium                                 | The Darkness, Lady Starlight | 39 527 / 39 527       | 2 285 389    |
| Europa             |                           |                  |                   |                                                   |                              |                       |              |
|                    | 6 grudnia 2012(dts)       | Oslo             | Norwegia          | Telenor Arena                                     | The Darkness, Lady Starlight | 14 566 / 14 566       | 1 748 812    |
|                    | 9 grudnia 2012(dts)       | Sankt Petersburg | Rosja             | SKK Peterburgsky                                  | The Darkness, Lady Starlight | 11 127 / 11 127       | 1 434 499    |
|                    | 12 grudnia 2012(dts)      | Moskwa           | Rosja             | Olimpiyski Arena                                  | The Darkness, Lady Starlight | 19 522 / 19 522       | 4 022 660    |
| Ameryka Północna   |                           |                  |                   |                                                   |                              |                       |              |
|                    | 11 stycznia 2013(dts)     | Vancouver        | Kanada            | Rogers Arena                                      | Madeon, Lady Starlight       | 30 054 / 30 054       | 2 891 441    |
|                    | 12 stycznia 2013(dts)     | Vancouver        | Kanada            | Rogers Arena                                      | Madeon, Lady Starlight       | 30 054 / 30 054       | 2 891 441    |
|                    | 14 stycznia 2013(dts)     | Tacoma           | Stany Zjednoczone | Tacoma Dome                                       | Madeon, Lady Starlight       | 14 185 / 14 185       | 1 258 450    |
|                    | 15 stycznia 2013(dts)     | Portland         | Stany Zjednoczone | Rose Garden Arena                                 | Madeon, Lady Starlight       | 8 853 / 8853          | 791 496      |
|                    | 17 stycznia 2013(dts)     | San Jose         | Stany Zjednoczone | HP Pavilion                                       | Madeon, Lady Starlight       | 11 465 / 11 465       | 1 498 246    |
|                    | 20 stycznia 2013(dts)     | Los Angeles      | Stany Zjednoczone | Staples Center                                    | Madeon, Lady Starlight       | 24,412 / 24,412       | 3,082,251    |
|                    | 21 stycznia 2013(dts)     | Los Angeles      | Stany Zjednoczone | Staples Center                                    | Madeon, Lady Starlight       | 24,412 / 24,412       | 3,082,251    |
|                    | 23 stycznia 2013(dts)     | Phoenix          | Stany Zjednoczone | US Airways Center                                 | Madeon, Lady Starlight       | N/A                   | N/A          |
|                    | 25 stycznia 2013(dts)     | Las Vegas        | Stany Zjednoczone | MGM Grand Garden Arena                            | Madeon, Lady Starlight       | N/A                   | N/A          |
|                    | 26 stycznia 2013(dts)     | Las Vegas        | Stany Zjednoczone | MGM Grand Garden Arena                            | Madeon, Lady Starlight       | N/A                   | N/A          |
|                    | 29 stycznia 2013(dts)     | Dallas           | Stany Zjednoczone | American Airlines Center                          | Madeon, Lady Starlight       | N/A                   | N/A          |
|                    | 31 stycznia 2013(dts)     | Houston          | Stany Zjednoczone | Toyota Center                                     | Madeon, Lady Starlight       | N/A                   | N/A          |
|                    | 2 lutego 2013(dts)        | St. Louis        | Stany Zjednoczone | Scottrade Center                                  | Madeon, Lady Starlight       | N/A                   | N/A          |
|                    | 4 lutego 2013(dts)        | Kansas City      | Stany Zjednoczone | Sprint Center                                     | Madeon, Lady Starlight       | N/A                   | N/A          |
|                    | 6 lutego 2013(dts)        | Saint Paul       | Stany Zjednoczone | Xcel Energy Center                                | Madeon, Lady Starlight       | N/A                   | N/A          |
|                    | 8 lutego 2013(dts)        | Toronto          | Kanada            | Air Canada Centre                                 | Madeon, Lady Starlight       | 24,874 / 24,874       | 3,414,886    |
|                    | 9 lutego 2013(dts)        | Toronto          | Kanada            | Air Canada Centre                                 | Madeon, Lady Starlight       | 24,874 / 24,874       | 3,414,886    |
|                    | 11 lutego 2013(dts)       | Montreal         | Kanada            | Centre Bell                                       | Madeon, Lady Starlight       | N/A                   | N/A          |
| W sumie            | W sumie                   | W sumie          | W sumie           | W sumie                                           | W sumie                      | 1,692,693 / 1,698,482 | 181 100 000  |

Koncerty odwołane
- 3 czerwca 2012(dts), Dżakarta, Indonezja, Gelora Bung Karno Stadium – odwołany z powodu protestów islamskich ekstremistów i ich groźby ataków na Gagę podczas koncertu; w całości wyprzedany[43]
- 13 lutego 2013(dts), Chicago, Stany Zjednoczone, United Center – Odwołany z powodu problemów zdrowotnych[5]
- 14 lutego 2013(dts), Chicago, Stany Zjednoczone, United Center – Odwołany z powodu problemów zdrowotnych[5]
- 16 lutego 2013(dts), Detroit, Stany Zjednoczone, The Palace of Auburn Hills – Odwołany z powodu problemów zdrowotnych[5]
- 17 lutego 2013(dts), Hamilton, Kanada, Copps Coliseum – Odwołany z powodu problemów zdrowotnych[5]
- 19 lutego 2013(dts), Philadelphia, Stany Zjednoczone, Wells Fargo Center – Odwołany z powodu problemów zdrowotnych[5]
- 20 lutego 2013(dts), Philadelphia, Stany Zjednoczone, Wells Fargo Center – Odwołany z powodu problemów zdrowotnych[5]
- 22 lutego 2013(dts), Nowy Jork, Stany Zjednoczone, Madison Square Garden – Odwołany z powodu problemów zdrowotnych[5]
- 23 lutego 2013(dts), Nowy Jork, Stany Zjednoczone, Madison Square Garden – Odwołany z powodu problemów zdrowotnych[5]
- 25 lutego 2013(dts), Waszyngton, Stany Zjednoczone, Verizon Center – Odwołany z powodu problemów zdrowotnych[5]
- 27 lutego 2013(dts), Boston, Stany Zjednoczone, TD Garden – Odwołany z powodu problemów zdrowotnych[5]
- 2 marca 2013(dts), State College, Stany Zjednoczone, Bryce Jordan Center – Odwołany z powodu problemów zdrowotnych[5]
- 3 marca 2013(dts), Uncasville, Stany Zjednoczone, Mohegan Sun Arena – Odwołany z powodu problemów zdrowotnych[5]
- 6 marca 2013(dts), Nowy Jork, Stany Zjednoczone, Barclays Center – Odwołany z powodu problemów zdrowotnych[5]
- 7 marca 2013(dts), Nowy Jork, Stany Zjednoczone, Barclays Center – Odwołany z powodu problemów zdrowotnych[5]
- 10 marca 2013(dts), Nashville, Stany Zjednoczone, Bridgestone Arena – Odwołany z powodu problemów zdrowotnych[5]
- 11 marca 2013(dts), Atlanta, Stany Zjednoczone, Philips Arena – Odwołany z powodu problemów zdrowotnych[5]
- 13 marca 2013(dts), Tampa, Stany Zjednoczone, St. Pete Times Forum – Odwołany z powodu problemów zdrowotnych[5]
- 15 marca 2013(dts), Fort Lauderdale, Stany Zjednoczone, BankAtlantic Center – Odwołany z powodu problemów zdrowotnych[5]
- 16 marca 2013(dts), Miami, Stany Zjednoczone, American Airlines Arena – Odwołany z powodu problemów zdrowotnych[5]
- 18 marca 2013(dts), Greensboro, Stany Zjednoczone, Greensboro Coliseum Complex – Odwołany z powodu problemów zdrowotnych[5]
- 20 marca 2013(dts), Tulsa, Stany Zjednoczone, BOK Center – Odwołany z powodu problemów zdrowotnych[5]

Koncerty przeniesione
- 14 sierpnia 2012(dts), Sofia, Bułgaria – z Vasil Levski National Stadium do Armeets Arena[44]
- 16 sierpnia 2012(dts), Bukareszt, Rumunia – ze Stadionul Național do Piața Constituției[45]
- 4 października 2012(dts), Nicea, Francja – ze Stade Charles-Ehrmann do Palais Nikaia (dwa koncerty)[46]
- 2 marca 2012(dts), Atlantic City, Stany Zjednoczone – przeniesione do Bryce Jordan Center w University Park[47]

## Zespół
Do zespołu wykonawców podczas trasy koncertowej należą:
- Lady Gaga – Główny wokal, fortepian, keytar, gitara
- Lanar Brantley – Bas
- George McCurdy – Perkusja
- Brockett Parsons – Keyboard
- Tim Steward – Gitara
- Ricky Tillo – Gitara
- Joe Wilson – Dyrektor Muzyczny